# Себуанська Вікіпедія
Себуанська Вікіпедія — розділ Вікіпедії себуанською мовою (друга мова за кількістю мовців на Філіппінах). Відома своїми масовими ботозаливками, що допомогло їй стати другою за кількістю статей.

## Історія
На початку 2013 року почалося масове заливання статей, і себуанська Вікіпедія піднялася на 17 місце (359 325 статей на 9 квітня 2013 року). А потім піднялася до 15 місця, обійшовши українську на початку липня 2013 року.
16 липня 2014 року завдяки черговій ботозаливці піднялася на 12 місце з показником в 1 млн статей. 30 липня 2014 року завдяки черговій ботозаливці піднялася на 11 місце, обігнавши польську вікіпедію.
6 лютого 2016 року Вікіпедія себуанською мовою обіймала 3-є місце у загальному рейтингу за кількістю статей, поступаючись лише англійській та шведській вікіпедіям. За нею слідували німецька та нідерландська.
9 серпня 2017 була створена 5-мільйонна стаття, внаслідок чого проєкт другим після англійської вікіпедії перейшов межу у 5 млн статей.
Станом на 25 лютого 2021 року, Себуанська Вікіпедія займала 2-е місце серед загального переліку, перебуваючи між англійською і шведською Вікіпедіями.
Станом на 27 березня 2025 року Себуанська Вікіпедія містить 6 116 769 статей і посідає 2-е місце.

## Статті
Більшість статей у себуанській Вікіпедії створені ботами. Наприклад, вона містить 35000 статей про французькі комуни. Через низьку кількість користувачів, адміністраторів, а отже, і редагувань, цей розділ вікіпедії має показник «глибини» (англ. depth) рівний лише 2,15 (на 7 січня 2023 року).